# Primera División de Jordania 2014-15
La Primera División de Jordania 2014–15 es la 63ra temporada de la Primera División de Jordania, la máxima división del fútbol profesional de Jordania, desde su establecimiento en 1944. El primer partido fue disputado el 12 de septiembre de 2014.
El actual campeón es el Al Wihdat Club

## Equipos
| Club                | Ciudad    | Estadio                   |
| ------------------- | --------- | ------------------------- |
| Al-Ahli SC          | Amán      | Estadio Petra             |
| Al-Baqa'a SC        | Amán      | Estadio Rey Abdullah      |
| Al-Faisaly FC       | Amán      | Internacional de Amán     |
| Al Jazira           | Amán      | Internacional de Amán     |
| Al-Ramtha SC        | Ar Ramtha | Principe Hashim           |
| Al-Sareeh SC        | Irbid     | Estadio Al-Hassan         |
| Al-Wahdat SC        | Amán      | Estadio Rey Abdullah      |
| Al-Hussein          | Irbid     | Estadio Al-Hassan         |
| Ittihad Al-Ramtha   | Ar Ramtha | Principe Hashim           |
| Manshia Bani Hassan | Mafraq    | Estadio Principe Mohammed |
| Shabab Al-Ordon     | Amán      | Internacional de Amán     |
| That Ras            | Al Karak  | Principe Faisal           |

## Tabla de posiciones
|     | Equipos de fútbol       | PJ | G  | E | P  | GF | GC | Dif | Pts |
| --- | ----------------------- | -- | -- | - | -- | -- | -- | --- | --- |
| 01. | Al-Wihdat(C)            | 22 | 14 | 6 | 2  | 39 | 10 | +29 | 48  |
| 02. | Al Jazira               | 22 | 11 | 8 | 3  | 25 | 15 | +10 | 41  |
| 03. | Al-Ramtha SC            | 22 | 10 | 6 | 6  | 26 | 21 | +5  | 36  |
| 04. | That Ras                | 22 | 8  | 9 | 5  | 24 | 16 | +8  | 33  |
| 05. | Al Ahlil                | 22 | 8  | 6 | 8  | 19 | 20 | -1  | 30  |
| 06. | Al-Sareeh               | 22 | 8  | 4 | 10 | 21 | 24 | -3  | 28  |
| 07. | Al-Faisaly              | 22 | 6  | 9 | 7  | 14 | 17 | -3  | 27  |
| 08. | Al-Buqa'a SC            | 22 | 6  | 9 | 7  | 18 | 24 | -6  | 27  |
| 09. | Al-Hussein              | 22 | 6  | 8 | 8  | 23 | 29 | -6  | 26  |
| 10. | Shabab Al-Ordon         | 22 | 6  | 8 | 8  | 16 | 23 | -7  | 26  |
| 11. | Mansheyat Bani Hasan(D) | 22 | 6  | 7 | 9  | 20 | 25 | -5  | 25  |
| 12. | Ittihad Al-Ramtha(D)    | 22 | 0  | 6 | 16 | 16 | 37 | -21 | 6   |

Pts = Puntos; PJ = Partidos jugados; G = Partidos ganados; E = Partidos empatados; P = Partidos perdidos; GF = Goles anotados; GC = Goles recibidos; Dif = Diferencia de goles

(C) = Campeón; (D) = Descendido.

Fuente:
1. ↑  Clasificó a la fase de grupos de la Copa de la AFC 2016 como campeón de la Copa de Jordania 2014-15.

|  | Liga de Campeones 2016 (Play-off)                                                                            |
|  | Copa de la AFC 2016 (Fase de grupos)                                                                         |
|  | Fase de Grupo de la Copa de la AFC 2016 sí el campeón avanza a la Fase de Grupo de la Liga de Campeones 2016 |
|  | Descenso a la División 1 de Jordania                                                                         |

## Estadísticas

### Goleadores
Actualizado hasta el 7 de mayo de 2015.
| Lugar | Jugador          | Equipo       | Goles |
| ----- | ---------------- | ------------ | ----- |
| 1     | Motaz Salhani    | That Ras     | 11    |
| 2     | Rakan Al Khalidi | Al-Ramtha SC | 9     |
| 3     | Sor Emmanuel     | Al-Sareeh    | 8     |
| 3     | Elhaj Maleck     | Al-Wihdat    | 8     |
| 5     | Mahmoud Zatara   | Al-Wihdat    | 7     |